# 施特拉尔松德号小巡洋舰
施特拉尔松德号是德意志帝国海军于1910年代建造的四艘科尔贝格级小巡洋舰的末舰，以当时的波美拉尼亚省城市施特拉尔松德命名。它于1910年在不来梅的威悉船厂开始架设龙骨，至1912年12月完工并交付公海舰队使用。施特拉尔松德号的主舰炮为十二门105毫米45倍径速射炮，最高速度达27.5节。
施特拉尔松德号的大部分职业生涯都在公海舰队的侦察部队度过。它参与了第一次世界大战初期的重大行动，其中包括对英国沿岸的数次出击、以及1914年8月的黑尔戈兰湾海战和1915年1月的多格滩海战。它在所有行动中都未受损。而当日德兰海战爆发时，该舰正身处船坞内，因此错过了参战。战争结束后，舰只在交予协约国之前曾短暂服役于魏玛国家海军。它被割让予法国海军，并在那里更名为米卢斯号（法語：Mulhouse）后一直服役至1925年。它于1933年正式除籍，继而在两年后拆解报废。

## 设计
施特拉尔松德号是为替代老旧的小巡洋舰鸬鹚号而以“鸬鹚替舰（Ersatz Cormoran）”为代号进行订购，并于1910年在不来梅的威悉船厂开始架设龙骨。它于1911年11月4日下水，之后展开舾装工作。在下水仪式上，由施特拉尔松德时任市长恩斯特·奥古斯特·弗里德里希·格罗诺夫主持为舰只命名。由于这座北德汉萨城市被视为原普鲁士海军的摇篮，因此该舰的命名被视为是向此致敬。至1912年12月10日，舰只正式投入公海舰队使用。
施特拉尔松德号的全长为138.7（455英尺1英寸），有13.5（44英尺3英寸）的舷宽和4.4（14英尺5英寸）的前吃水。在满载情况下，舰只的排水量可达4,570公噸（4,500長噸）。其推进系统由三套贝格曼蒸汽轮机组成，以驱动三个直径为2.75（9英尺0英寸）的三叶螺旋桨。舰只设计可输出25,000匹軸馬力（19,000千瓦特）的额定功率，但在实际使用中达到了33,482匹軸馬力（24,968千瓦特）。它们由十六台燃煤船用式水管锅炉提供动力，其后又改造为将燃油喷洒在煤上以提高燃烧效率。这也使舰只的最高速度可达27.5節（50.9每小時）。施特拉尔松德号能够携带1,200公噸（1,200長噸）煤和额外106公噸（104長噸）燃油，允许其以12節（22每小時）的速度续航5,820海里（10,780）。舰只的标准船员编制则为18名军官及336名水兵。
施特拉尔松德号的主舰炮由十二门单装105毫米45倍径速射炮组成。其中两门并排布置在艏艛前方，八门设于舰舯、每边各四门，以及两门并排布置在舰艉。炮管的仰角可提升至30°，使其可以瞄准最高达12,700（13,900碼）开外的目标。它们共提供1800发弹药，其中每炮150发。此外，舰只还标配搭载有两具500（19.7英寸）鱼雷管和五枚鱼雷，均浸没舷侧的船体内。它同样具备携带120枚水雷的能力。在装甲方面，施特拉尔松德号受到60（2.4英寸）厚的水线装甲带保护；司令塔的侧面有100（3.9英寸）厚，而甲板的厚度则为60毫米。

## 服役历史

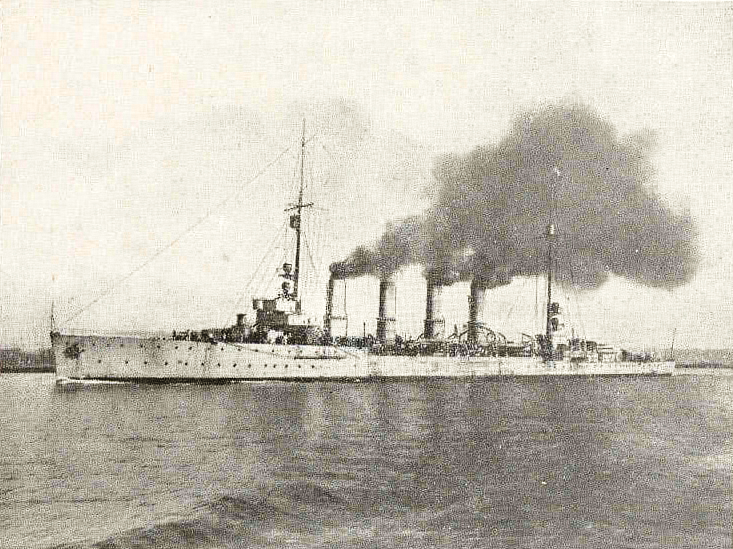
在法国海军服役的米卢斯号

施特拉尔松德号的大部分职业生涯都是在公海舰队的侦察部队中度过的。1814年8月16日，即第一次世界大战爆发的两周后，施特拉尔松德号与姊妹舰斯特拉斯堡号对霍夫登进行了一次扫荡，以搜寻英国的侦察部队。这两艘巡洋舰在相隔约10,000（11,000碼）的距离上遇到了十六艘英国驱逐舰和一艘轻巡洋舰。由于数量处于明显劣势，两艘德国舰只遂中断接触并返回港口。施特拉尔松德号参加的首个大型行动是1914年8月28日的黑尔戈兰湾海战。当日，英国的战列巡洋舰和轻巡洋舰在黑尔戈兰湾袭击了德国的侦察屏护部队。在12:30，施特拉尔松德号、但泽号和阿里阿德涅号抵达增援海军少将莱贝雷希特·马斯，并迅速扭转了对英国轻巡洋舰的战局。此后不久，英国的战列巡洋舰介入，击沉了阿里阿德涅号和马斯的旗舰——科隆号。施特拉尔松德号及其它幸存小巡洋舰遂撤退至雾霾中，并得到第一侦察集群战列巡洋舰的驰援。它与但泽号随后又重回现场，并救出了阿里阿德涅号的大部分船员。
施特拉尔松德号作为第一侦察集群的侦察屏护，还参加了1914年11月2－3日的袭击雅茅斯行动。当战列巡洋舰在炮击雅茅斯城镇时，施特拉尔松德则布设了一个雷区，并击沉了一艘蒸汽船和一艘试图拦截德国袭击者的潜艇D5号。炮击结束后，德国分舰队返回母港而没有遭遇英国部队。施特拉尔松德号也出现在一个月后突袭斯卡布罗、哈特尔浦及惠特比的行动中，并再次负责为第一侦察集群提供屏护。在炮击城镇后的撤退中，德国人几乎被英军拦截；轻巡洋舰南安普敦号发现了斯特拉尔松德号和几艘鱼雷艇。然而，英军旗舰上发生的骚乱却令德国分舰队得以逃脱。同年12月25日，英国人发起了袭击库克斯港的行动，对库克斯港的德国海军基地和诺德霍尔茨空军基地实施空袭。施特拉尔松德号与其中一架水上飞机交火，但未能将其击落。

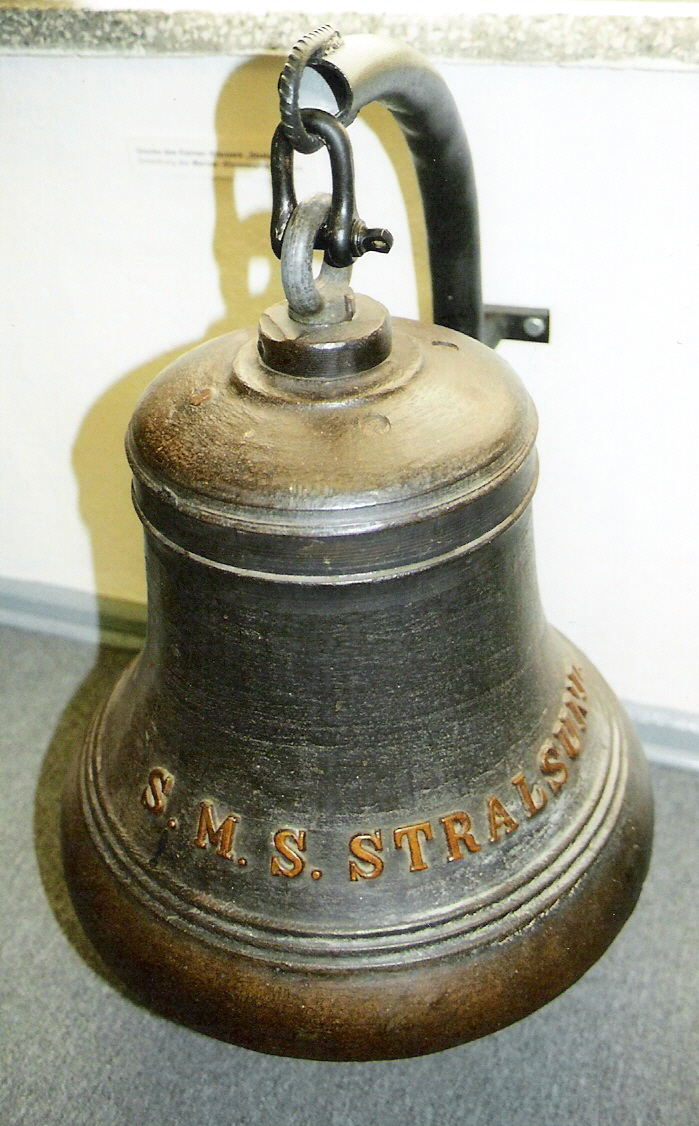
现存于拉博厄海军纪念馆的舰钟

在1915年1月24日的多格滩海战中，施特拉尔松德号再次成为第一侦察集群的屏护部队的一份子。它与格劳登茨被分配至屏护编队的前部，罗斯托克号和科尔贝格号则分居编队的的两侧；它们各由一支鱼雷艇半区舰队护航。在08:15，施特拉尔松德号和科尔贝格号的瞭望手观察到了英国大型军舰正逼近该编队的大量烟迹。由于德国主舰队尚停留在港口而无法驰援战列巡洋舰，身为第一侦察集群司令的海军少将弗朗茨·冯·希佩尔遂决定全速撤退。然而，英国的战列巡洋舰却追上了德国人，在随后的战斗中，大巡洋舰布吕歇尔号遭到击沉。
施特拉尔松德号错过了1916年5月31日至6月1日爆发的日德兰海战，因其当时正在进行150毫米45倍径速射炮的改装。改装工作在基尔的帝国船厂完成。舰只原有的十二门105毫米炮被七门150毫米炮和两门88毫米炮所替代。1918年2月2日，施特拉尔松德号在北海不慎触发了一枚由英国船只布设的水雷。无畏舰皇帝号和其它几艘船出航以护送施特拉尔松德号返回港口。后者也因此错过了在1918年4月23－24日发动、对前往挪威的英国船队实施拦截的大型舰队行动。
战后，施特拉尔松德号曾于1919年在重新组建的魏玛国家海军内短暂服役。根据《凡尔赛条约》的规定，该舰将在条约签署后的两个月内解除武装并移交协约国。它作为战利舰以交易代号“Z”割让予法国，并于1920年8月3日在法国港口瑟堡正式完成移交。舰只获更名为“米卢斯号（Mulhouse）”，并投入法国海军服役直至1925年在布雷斯特进行改造。此时，它已破旧不堪，因此在完成改造后不久便作预备役处置。1933年2月15日，米卢斯号正式从海军名录中除籍，后于1935年在布雷斯特拆解报废。其舰钟后来送返德国，现陈列于基尔附近的拉博厄海军纪念馆。